# Liste der Monuments historiques in Meurville
Die Liste der Monuments historiques in Meurville führt die Monuments historiques in der französischen Gemeinde Meurville auf.

## Liste der Objekte
| Bezeichnung                    | Beschreibung                               | Standort                       | Kennzeichnung | Schutzstatus | Datum | Bild |
| ------------------------------ | ------------------------------------------ | ------------------------------ | ------------- | ------------ | ----- | ---- |
| Grabstein für Jean de Courmont | Kalkstein, 15. oder frühes 16. Jahrhundert | in der Kirche St-Benoît (Lage) | PM10001233    | Classé       | 1913  |      |
| Gemälde Kreuzigung             | Ölfarbe auf Holz, 16. Jahrhundert          | in der Kirche St-Benoît (Lage) | PM10001234    | Classé       | 1913  |      |
| Sessel                         | Holz, erste Hälfte des 18. Jahrhunderts    | in der Kirche St-Benoît (Lage) | PM10001235    | Classé       | 1978  |      |